# Satanica
Satanica è il quarto album della band polacca Behemoth. È il primo album in cui il gruppo cambiò il proprio genere musicale.

## Tracce
1. Decade ov Therion/ΘΕΡΙΟΝ - 3:19
2. LAM - 4:13
3. Ceremony of Shiva - 3:32
4. Of Sephirotic Transformation and Carnality - 4:31
5. The Sermon to the Hypocrites - 5:03
6. Starspawn - 3:32
7. The Alchemist's Dream - 5:40
8. Chant for Eschaton/ΕΣΧΑΤΟΝ 2000 - 5:22

### Edizione doppio disco
L'edizione limitata doppio CD contiene tracce registrate in un concerto a Strasburgo, Francia, il 26 febbraio 1999
1. Diableria (The Great Introduction) - :44
2. The Thousand Plagues I Witness - 5:26
3. Satan's Sword (I Have Become) - 4:48
4. From the Pagan Vastlands - 3:30
5. Driven by the Five-Winged Star - 5:34
6. The Entrance to the Spheres of Mars - 4:41

## Formazione
- Adam "Nergal" Darski - voce, chitarre, basso
- Zbigniew Robert "Inferno" Promiński - batteria
- Leszek "L-Kaos" Dziegielewski - chitarra